# Xennella cephalata
Xennella cephalata is een rondwormensoort uit de familie van de Xennellidae. De wetenschappelijke naam van de soort is voor het eerst geldig gepubliceerd in 1920 door Cobb.